# 3026-os busz
A 3026-os jelzésű autóbusz helyközi autóbuszjárat Bárna és Kazár között, melyet a Volánbusz Zrt.üzemeltet.

## Közlekedése
A járat Bárnát és Kazárt köti össze. Útvonalának hossza 14,5 km, a menetidő 25 perc. Iskolai előadási napokon közlekedik három járat.

## Megállóhelyei
| 0  | Bárna, autóbusz-forduló végállomás      | 13 | 3024, 3030, 3034                        |
| 1  | Bárna, major                            | 12 | 3024, 3030, 3034                        |
| 2  | Bárna, bolt                             | 11 | 3024, 3030, 3034                        |
| 3  | Bárna, garázs                           | 10 | 3024, 3030, 3034                        |
| 4  | Bárna, Tó út                            | 9  | 3024, 3030, 3034                        |
| 5  | Bárna, Perestető                        | 8  | 3024, 3030, 3034                        |
| 6  | Bárnai elágazás                         | 7  | 1347, 1349, 1352 3024, 3030, 3034       |
| 7  | Mátraszele, Gábor-völgy                 | 6  | 1347, 1349, 1352 3030, 3034             |
| 8  | Mátraszele, községháza                  | 5  | 1347, 1349, 1352 3030, 3034, 3045, 3108 |
| 9  | Mátraszele, újtelep                     | 4  | 1347, 1349, 1352 3030, 3034, 3045, 3108 |
| 10 | Kazár, mizserfai elágazás               | 3  | 3044, 3045, 3108                        |
| 11 | Kazár, kazári elágazás                  | 2  | 3044, 3045, 3108                        |
| 12 | Kazár, Árpád út                         | 1  | 3044, 3045, 3108                        |
| 13 | Kazár, Földműves szövetkezet végállomás | 0  | 3044, 3045, 3046                        |